# Microthyris prolongalis
Microthyris prolongalis is een vlinder uit de familie van de grasmotten (Crambidae). De wetenschappelijke naam van deze soort is voor het eerst voorgesteld als Botys prolongalis door Achille Guenée in een publicatie uit 1854.
De soort komt voor in Cuba, Jamaica, de Dominicaanse Republiek, Belize, Honduras, Nicaragua en Brazilië.